# Tomás de Torrejón y Velasco
Tomás de Torrejón y Velasco o también, según las fuentes, Tomás Torrejón y Velasco o Tomás Torrejón de Velasco (Villarrobledo, 21 de diciembre de 1644 - Lima, 23 de abril de 1728) fue un compositor y organista español del período barroco activo en el virreinato del Perú.

## Biografía

### En España
Tomás de Torrejón y Velasco fue bautizado el 23 de diciembre en su localidad natal pero pasó sus primeros años en Fuencarral (mucho antes de ser distrito de la villa de Madrid). De allí era su padre, Miguel de Torrejón, jefe de cazadores de Felipe IV. Su madre se llamaba María Sánchez Salvador. En 1656, todavía en España, ingresa como paje en la casa del Conde de Lemos, quien sería designado posteriormente virrey del Perú. Probablemente en esa época estudió con Juan Hidalgo y también debió visitar Nápoles. 

### En América
El 6 de febrero de 1667, se embarcó en Cádiz rumbo al Perú. Con él fue su primera esposa, María Manuela Bermúdez. Al Nuevo Mundo marchó de la mano del Virrey Pedro Antonio Fernández de Castro Andrade y Portugal (X Conde de Lemos), como gentilhombre de cámara. En el mismo barco viajaba otro gran músico, Lucas Ruiz de Ribayaz. Llegaron a Lima en noviembre y durante los 6 años posteriores, Torrejón y Velasco desempeñó diversos cometidos administrativos y militares al servicio del Virrey (muerto en diciembre de 1672) en distintos lugares del territorio. En 1676 Torrejón fue nombrado maestro de capilla en la catedral de Lima, con un sueldo de 600 pesos, sucediendo a Juan de Araujo (1646-1712). Se ha especulado con la posibilidad de que el propio Torrejón fuera su profesor. La Ciudad de los Reyes fue epicentro de la actividad artística e intelectual del extenso y rico virreinato del Perú. La capilla de música de la catedral se amplió en 1679, gracias al trabajo de Torrejón.
Enormemente reconocido por sus dotes musicales, fue el primer maestro que no poseía órdenes sacerdotales. Aun así, era un hombre de profundas convicciones religiosas e impregnó su vida y su obra de una fe inquebrantable y abogó por el cumplimiento firme de las obligaciones religiosas. Tomás, su hijo mayor, fue predicador jesuita. De su segundo matrimonio con Juana Fernández de Mendía, tuvo otros cinco hijos más, de los cuales cuatro siguieron los devotos pasos del hermanastro mayor. Su fama se extendió por todo el continente, hasta Panamá y Guatemala. Murió en Lima en 1728 después de ochenta y tres años de una vida larga y laboriosa.

## Obra
Torrejón y Velasco logró elevar a la cúspide expresiva el villancico barroco español en la América colonial. Se encargó de poner música a todos los grandes eventos acaecidos en el virreinato, como las celebraciones en honor al beato Toribio de Mogrovejo (se conservan los textos de 7 villancicos compuestos en 1680 para tal fin) o la aclamación a Luis I. Su legado musical se halla en la Biblioteca del Seminario San Antonio Abad del Cusco (Perú), en la Biblioteca Nacional de Sucre (Bolivia), además, catorce de sus manuscritos originales que se conservan en el archivo histórico de la catedral de Guatemala. Gozó de una gran popularidad su canción de cuna “rorro” que se siguió cantando en Cusco mucho después de su muerte. 

### La púrpura de la rosa

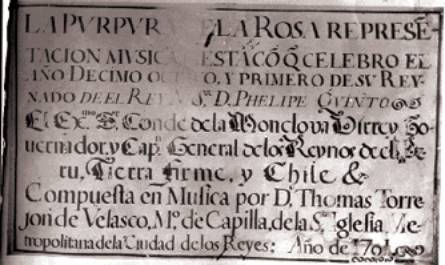
Libreto original de La Púrpura de la Rosa.

Hoy es recordado como el compositor de la primera ópera compuesta y ejecutada en América de la que se tiene constancia. Melchor Portocarrero y Lasso de la Vega, III conde de Monclova y XVII virrey del Perú, encargó a Torrejón y Velasco componer una pieza de música dramática para la celebración, en el virreinato, del décimo octavo cumpleaños del rey Borbón Felipe V y primer aniversario de su ascenso al trono español. Fruto del encargo surgiría La Púrpura de la Rosa. 
El texto es obra de Pedro Calderón de la Barca. Aunque se hicieron ligeras modificaciones, fue concebido para ser íntegramente musicalizado. Una primera versión se representó en 1659 en el Real Coliseo del Buen Retiro de Madrid con música de Juan Hidalgo (1614 – 1685), incluido en los festejos de la boda de María Teresa, hija de Felipe IV, con Luis XIV de Francia. La versión de Torrejón se estrenó el 19 de diciembre de 1701, en el Palacio del Virrey del Perú de Lima y éste es el único manuscrito de la obra que se conserva en la Biblioteca Nacional del Perú. La Púrpura de la Rosa es una ópera en un acto que cuenta el mito del amor de Venus y Adonis, el cual provoca los celos de Marte y su deseo de venganza. La partitura (reconstruida por Bernardo Illari) está llena de referentes musicales hispanos como coplas o tonadillas, y goza de un entramado lleno de estribillos redundantes que le otorgan un aire agradable y fácil de recordar. En el repertorio instrumental de La púrpura de la rosa destaca  el empleo de guitarras, arpas, clavecín, chirimías, trompetas, bombo, castañuelas, panderos, bajón y sacabuches.
La ópera va precedida por una loa alegórica a Felipe V, enfatizando su bondad y justicia. Dice así:
La Púrpura de la Rosa, representación música, fiesta con que celebró el año décimo octavo, y primero de su reynado del Rey Nuestro Señor Don Phelipe Quinto. El Excelentísimo Señor Conde de la Monclova, Virrey, Gobernador y Capitán General de los Reinos de el Perú, Tierra Firme y Chile, etc. Compuesta en música por Don Thomas Torrejón de Velasco, Maestro de Capilla de la Santa Iglesia Metropolitana de la Ciudad de los Reyes, año de 1701.
En la práctica, pasó a ser la última ópera escrita en estilo español en el mundo hispano puesto que el mismo Borbón Felipe V divulgó el gusto por la música barroca italiana. El primer virrey del Perú en ser nombrado fue el marqués de Castelldosríus, quien llevó en 1707, no a un español, sino al compositor milanés Roque Ceruti como máximo responsable musical del Palacio de Gobierno. El italiano sucedió a Torrejón como maestro de capilla en la catedral de Lima. Desde entonces, los villancicos polifónicos adquirieron las características de una pequeña cantata napolitana. Como ejemplo, la segunda ópera compuesta en América, La Partenope (1711) fue concebida en estilo e idioma italiano por el mexicano Manuel de Zumaya, con libreto de Silvio Stampiglia (Georg Friedrich Händel lo utilizaría para su propia ópera de igual nombre estrenada en 1730).

## Selección de obras (de entre todas las que se conservan)

### Música secular[1]
a) Música teatral
- La púrpura de la rosa (1701)

b) Villancicos
- A cantar este día, flores
- A la fiesta convoco
- Ala, ola, a la xacarilla
- De Toribio las luzes
- En confusos abismos de luzes
- Enigma soy viviente
- Gilguerillo que cantas gimiendo
- Miren aquí todos cuantos saber desean
- Quando el bien que adoro
- Quatro plumages ayrosos
- Salga ya del silencio
- Si el Alva sonora se zifra en mi voz (1719)
- Tus cardinales virtudes Toribio

c) Rorro
- Desvelado dueño mío

d) Danza
- A este sol peregrino, vailete

### Música religiosa
- Aue Verum Corpus
- Christus factus est
- Dixit Dominus (para tres coros)
- Dixit Dominus (para otra distribución)
- Aleph. Quomodo sedet (primera Lamentación del Miércoles Santo)
- Magnificat
- Nisi Dominus
- Regem cui Omnia Vivunt